# Șkrobove, Snovsk
Șkrobove (în ucraineană Шкробове) este un sat în comuna Sunîcine din raionul Snovsk, regiunea Cernihiv, Ucraina.

## Demografie
Componența lingvistică a localității Șkrobove
     Ucraineană (95,08%)
     Rusă (4,92%)
Conform recensământului din 2001, majoritatea populației localității Șkrobove era vorbitoare de ucraineană (95,08%), existând în minoritate și vorbitori de rusă (4,92%).